# Pétroglyphes du lac Onéga

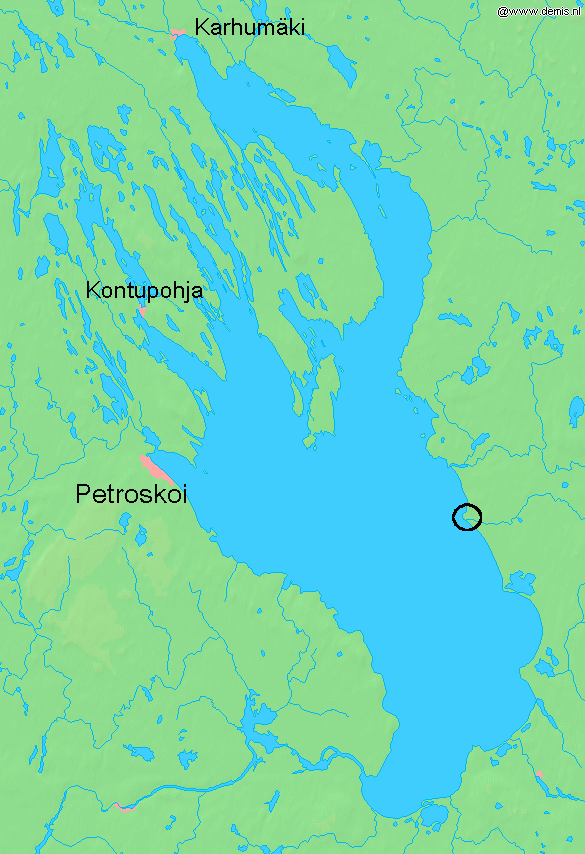
Les pétroglyphes sont sur la rive orientale du lac Onéga, autour de la rivière Vodla (sous le cercle).

Les pétroglyphes du lac Onéga (en russe : Онежские петроглифы) sont des gravures rupestres datant du Néolithique, situées sur la rive orientale du lac Onega, dans le raïon de Poudoj, en république de Carélie, en Russie d'Europe.

## Situation
Les pétroglyphes du lac Onéga sont situés à environ 15 km de l'embouchure de la rivière Vodla.

## Description
On a répertorié environ 1 300 pétroglyphes en 25 groupes repartis entre 17 caps et 6 îles. Certains d'entre eux sont exposés dans les musées proches et au Musée de l'Ermitage.
Avec les pétroglyphes de la mer Blanche, les pétroglyphes du lac Onega sont inscrits sur la liste du patrimoine mondial par l'UNESCO le 28 juillet 2021.

## Affectations
Au XIXe siècle, les moines locaux, ont modifié les figures des pétroglyphes. La croissance des lichens et l'activité humaine restent les principales menaces à la conservation des gravures.

## Galerie

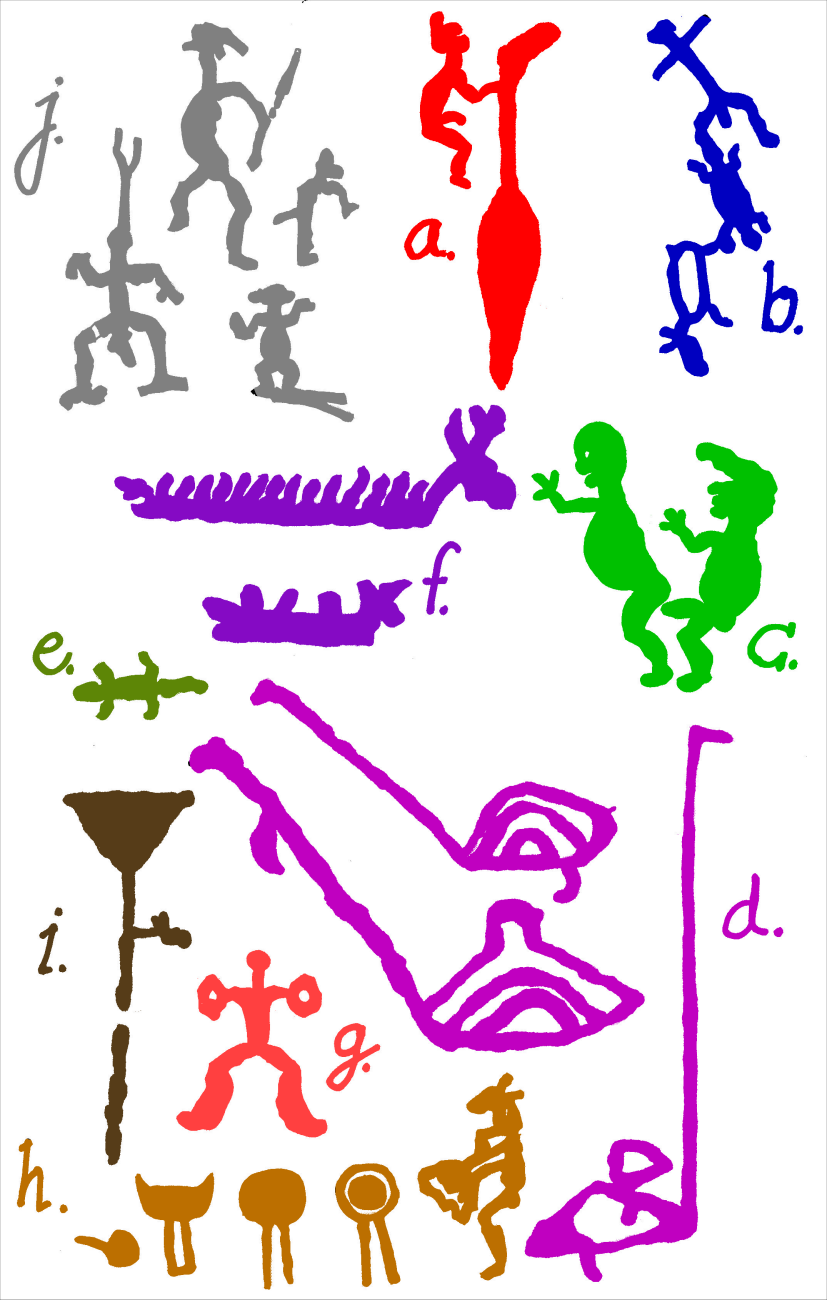
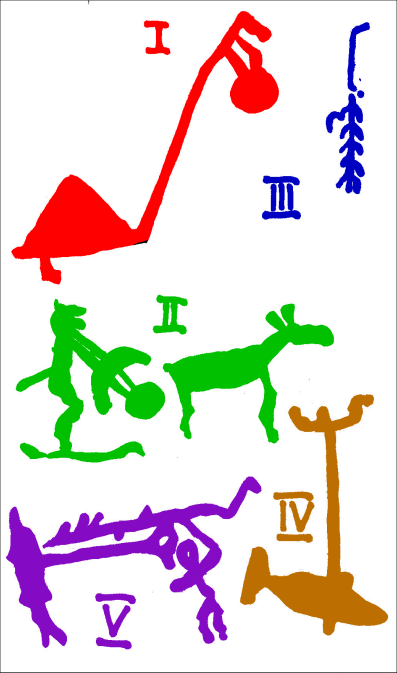
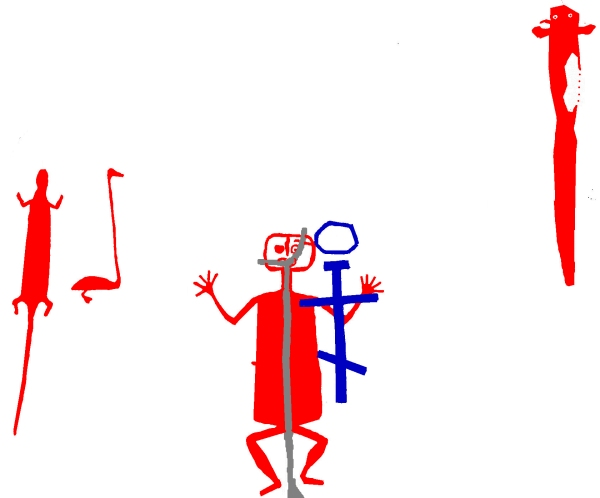